# Donezbecken-Operation

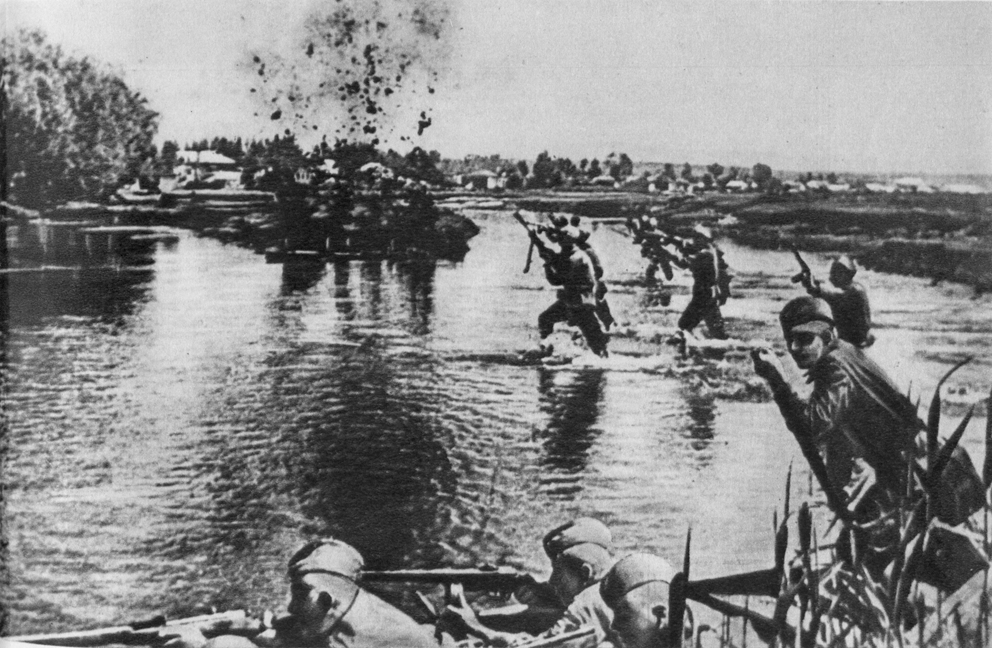
Vorgehen von Einheiten der sowjetischen Südwestfront über den Donez im Spätsommer 1943

Die Operation Donezbecken oder Donbass-Operation (russisch Донбасская операция ‚Donbasskaja operazija‘, ukrainisch Донбаська операція Donbaska Operazija') war eine Schlacht während des Zweiten Weltkrieges an der deutsch-sowjetischen Front vom 16. August bis zum 22. September 1943. Dabei durchbrachen die sowjetische Südwest- und Südfront zunächst die deutschen Linien am Donez und dem Mius im südlichen Grenzbereich von Russland und der Ukraine. Dies war im Kern eine erfolgreiche Wiederaufnahme der kurz zuvor in ihren Zielen weitgehend gescheiterten Donez-Mius-Offensive. In weiterer Folge eroberte die Rote Armee große Teile des wirtschaftlich bedeutenden Donezbeckens zurück, darunter die Städte Mariupol, Taganrog und Stalino. Große Teile der deutschen Heeresgruppe Süd mussten sich hinter den Dnepr zurückziehen.

## Hintergrund
Das Donezbecken war vor allem als Kohleabbaugebiet von Bedeutung. Vor dem Kriegsausbruch lieferte es ca. 60 % der Stein- und 75 % der Kokskohle der UdSSR. Weiterhin waren dort rund die Hälfte aller metallurgischen Betriebe, zwei Drittel der chemischen Industrie und drei Viertel der Wärmekraftwerke angesiedelt. Von der Eisenproduktion entfielen 30 % und von der Stahlerzeugung 20 % auf dieses Industriegebiet. Im Sommer/Herbst 1941 wurde die Industrie fast vollständig evakuiert oder zerstört. Unter Leitung der Berg- und Hüttenwerksgesellschaft Ost (BHO) förderte die deutsche Besatzungsmacht mit täglich 15.000 Tonnen (Juli 1943) noch etwa 5 % der Vorkriegsproduktion an Steinkohle.
Vom Frühjahr bis zum Sommer 1943 war es an der deutsch-sowjetischen Front kaum zu bedeutenden Kämpfen gekommen. Erst die von der sowjetischen Führung erwartete deutsche Offensive gegen den Kursker Bogen (→ Unternehmen Zitadelle), welche am 5. Juli 1943 begann, löste eine weitere Serie von Operationen entlang der gesamten Frontlänge aus. Um den Druck der deutschen Angriffe im Raum Kursk zu mindern, begann die Rote Armee bereits im Juli 1943 drei Gegenoffensiven nahe Leningrad (→ Dritte Ladoga-Schlacht), gegen den Frontbogen bei Orjol (→ Orjoler Operation) und am Südflügel der Front (→ Donez-Mius-Offensive). Letztere Operation sollte zur Rückeroberung des wirtschaftlich bedeutenden Donezbeckens führen, scheiterte aber nach geringen Anfangserfolgen.
Obwohl letztlich keine dieser Offensiven ihre weitgesteckten Ziele erreichte, banden sie doch die wenigen deutschen Reserven. Als deshalb im Mittelabschnitt der Front Anfang August 1943 weitere sowjetische Offensiven eingeleitet wurden (→ Belgorod-Charkower Operation; → Smolensker Operation), verfügte die Wehrmachtführung kaum noch über nennenswerte Reserveverbände, um sie aufhalten zu können. An mehreren Frontabschnitten gewann das Vordringen der Roten Armee an Boden. Um diesen günstigen Augenblick zu nutzen, beschloss die sowjetische Führung einen weiteren Anlauf zur Rückeroberung des Donezbeckens. Das sowjetische Oberkommando beauftragte Anfang August 1943 die Süd- und Südwestfront mit der Vorbereitung neuer Offensivoperationen, die für die Mitte des Monats vorgesehen waren.

### Deutsche Lage
Im südlichen Teil der Ostfront stand die deutsche 6. Armee unter General der Infanterie Karl-Adolf Hollidt am Mius und die 1. Panzerarmee unter Generaloberst Eberhard von Mackensen am Donez. Beide gehörten zum Verband der Heeresgruppe Süd des Generalfeldmarschalls Erich von Manstein. Diese Armeen waren zugunsten der Kursk-Offensive aber geschwächt und ausgedünnt worden. So war die Bezeichnung „Panzerarmee“ irreführend, denn sie verfügte über keinerlei Panzertruppen. Stattdessen hatte sie in ihrem Bestand das XXX. Armeekorps (drei Inf.Div.), das XXXX. Panzerkorps (drei Inf.Div.) und das LVII. Panzerkorps (drei Inf.Div.). Die 6. Armee bestand aus dem XXIX. Armeekorps (drei Inf.Div., eine Kampfgruppe), dem XVII. Armeekorps (drei Inf. Div.) und dem Korps Mieth (IV.) (eine Gebirgsdivision, zwei Inf.Div.). Durch die Kämpfe in der zweiten Julihälfte hatte die Wehrmacht in diesen Abschnitten bereits hohe Verluste erlitten, die noch nicht hatten ersetzt werden können. Allein die 6. Armee hatte 3298 Gefallene, 15.817 Verwundete und 2254 Vermisste zu beklagen. Die 384. Infanterie-Division beispielsweise war so ausgedünnt, dass sie aus der Front herausgelöst werden musste. Für einen gewissen Ausgleich konnten lediglich die 17. Infanterie-Division und die 15. Luftwaffen-Felddivision herangeführt werden.
Bei den Kämpfen war es der sowjetischen Südfront gelungen, einen Brückenkopf am westlichen Ufer des Mius zu errichten. Erst durch den Gegenangriff mehrerer deutscher Panzerdivisionen, die aus dem Raum Kursk abgezogen worden waren, konnte dieser wieder beseitigt werden. Somit konnte sich die Verteidigung wieder auf den Lauf des Flusses stützen. Anders war die Lage am Donez: Hier hatte die sowjetische Südwestfront ebenfalls einen Brückenkopf erobert, den die Deutschen mangels ausreichender Kräfte nicht auch beseitigen konnten. Der Brückenkopf blieb daher, wie Generalfeldmarschall von Manstein in seiner Autobiografie schrieb, eine „schwärende Wunde in der Front der 1. Panzer-Armee.“ Da die deutsche Führung eine Fortsetzung der sowjetischen Offensive aus diesem Brückenkopf erwartete, konzentrierten sie hier mit der 16. Panzer-Grenadier-Division und der 23. Panzer-Division die einzigen schwachen Reserven der Heeresgruppe Süd hinter der Front.

### Sowjetische Planungen

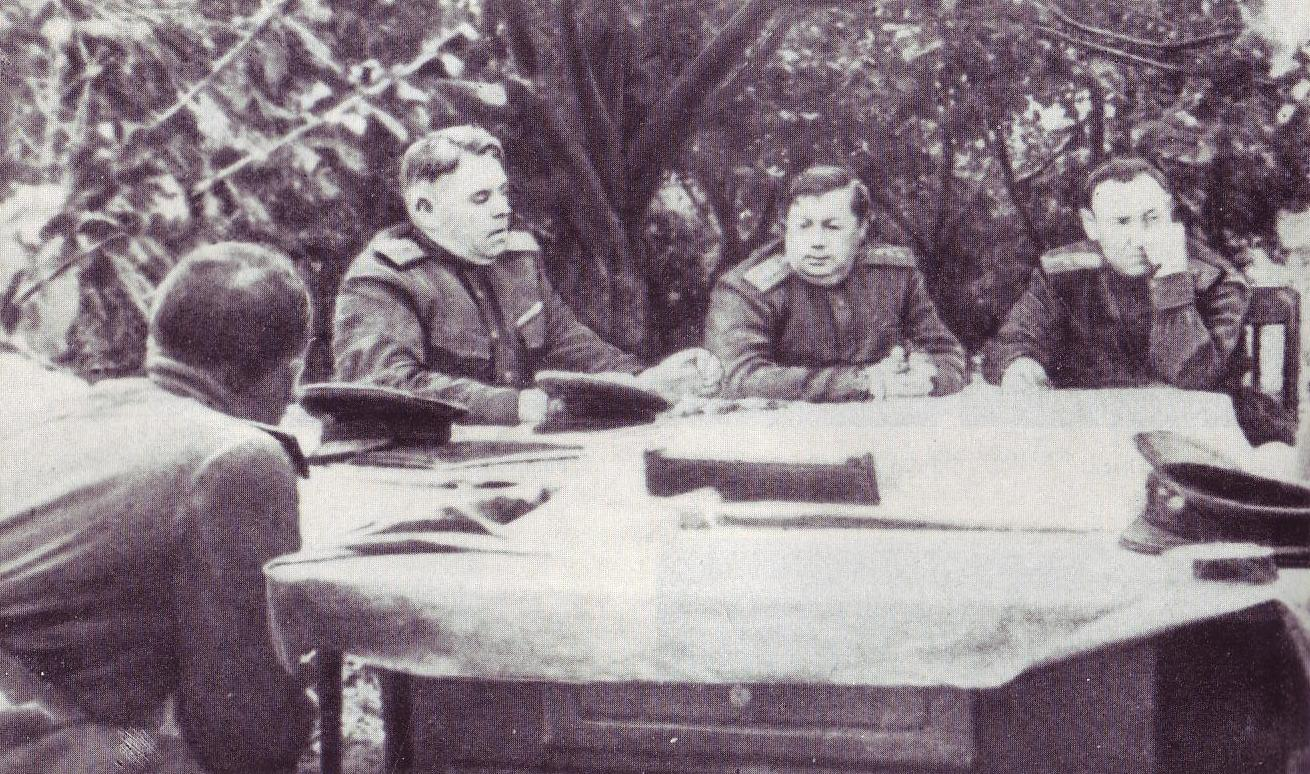
Marschall der Sowjetunion Wassilewski im Gespräch mit Generaloberst Tolbuchin und dessen Stabschef Birjusow vor der Offensive.

Am 6. August 1943, nur zwei Tage nach der gescheiterten Donez-Mius-Offensive, erließ das sowjetische Hauptquartier seine Direktive №30160. Die Südwestfront unter Generaloberst R.J. Malinowski und die Südfront unter Generaloberst F.I. Tolbuchin erhielten den Auftrag neue Operationen vorzubereiten. Wie schon im Juli war ein konzentrisches Vorgehen auf Stalino vorgesehen, welches am 13. oder 14. August beginnen sollte. Zur Koordination des Vorgehens beider Fronten, aber auch zur besseren Kooperation mit den Nachbarfronten wurde der Chef des sowjetischen Generalstabes Marschall der Sowjetunion A.M. Wassilewski als Vertreter des Hauptquartiers zum südlichen Kriegsschauplatz abkommandiert.
Am 7. August 1943 traf Wassilewski im Hauptquartier der Südwestfront ein und arbeitete dort mit Generaloberst Malinowski und dem Stab der Front einen Operationsplan aus. Dieser sah einen Hauptstoß südlich von Isjum aus dem Brückenkopf jenseits des Donez heraus in Richtung Barwenkowo und Losowaja, Pawlograd und Sinelnikowo vor. Für die Operation waren die 6. Armee (Gen.Lt. I.T. Schljomin), die 12. Armee (Gen.Maj. A.I. Danilow) und die 8. Gardearmee (Gen.Lt. W. I. Tschuikow) vorgesehen. Als besonders bewegliche Kräfte standen das 23. Panzerkorps (Gen. J. G. Puschkin), das 1. mechanisierte Gardekorps (Gen. I.N. Russijanow) sowie das 1. Gardekavalleriekorps zur Verfügung, die von den Kräften der 17. Luftarmee unterstützt werden sollten.
Am 9. August weilte Wassilewski dann im Hauptquartier der Südfront, wo er mit Generaloberst Tolbuchin und dessen Stab die Pläne für die Operationen am Mius entwarf. Die Anstrengungen sollten sich demnach auf einen nur zehn bis zwölf Kilometer breiten Abschnitt nahe Kuibyschewo konzentrieren. An ihm sollten die 5. Stoßarmee (Gen.Lt. W.D. Zwetajew) und die 2. Gardearmee (Gen.Lt. G.F. Sacharow), unterstützt von Teilen der 28. Armee (Gen.Lt. W. F. Gerassimenko), den Übergang über den Mius und den Durchbruch durch die deutsche Verteidigung erzwingen. Zu diesem Zweck wurden 120 Geschütze pro Frontkilometer zum Einsatz gebracht, während die 51. Armee (Gen.Lt. J.G. Kreiser) nahe Sneschnoje einen Unterstützungsangriff führen sollte. Nach einem erfolgreichen Durchbruch standen dann das 2. und 4. mechanisierte Gardekorps sowie das 4. Garde-Kavalleriekorps zur Verfügung, um über Amwrossijewka und Starobeschewo in Richtung Stalino vorzustoßen. Die 8. Luftarmee (General T.T. Chrjukin) hatte dieses Vorgehen zu unterstützen.
Am 10. August 1943 bestätigten Stalin als Oberster Befehlshaber und sein Hauptquartier die Operationspläne, die praktisch nichts anderes waren als eine voraussehbare Wiederaufnahme der Offensiven vom Juli 1943. Allerdings bestand noch immer das Problem, dass die Südfront von den vorangegangenen Kämpfen geschwächt war. Um diesen Nachteil auszugleichen, erhielt Wassilewski die Erlaubnis, diese Front zwei Tage später als die Südwestfront angreifen zu lassen. Als die Vorbereitungen zu den neuerlichen Offensiven abgeschlossen waren, standen den beiden sowjetischen Fronten schließlich 1.053.000 Soldaten, 21.000 Geschütze und Granatwerfer sowie 1257 Panzer und Selbstfahrlafetten zur Verfügung, die von 1400 Flugzeugen unterstützt wurden.

## Verlauf

### Der Angriff der Südwestfront bis Ende August 1943

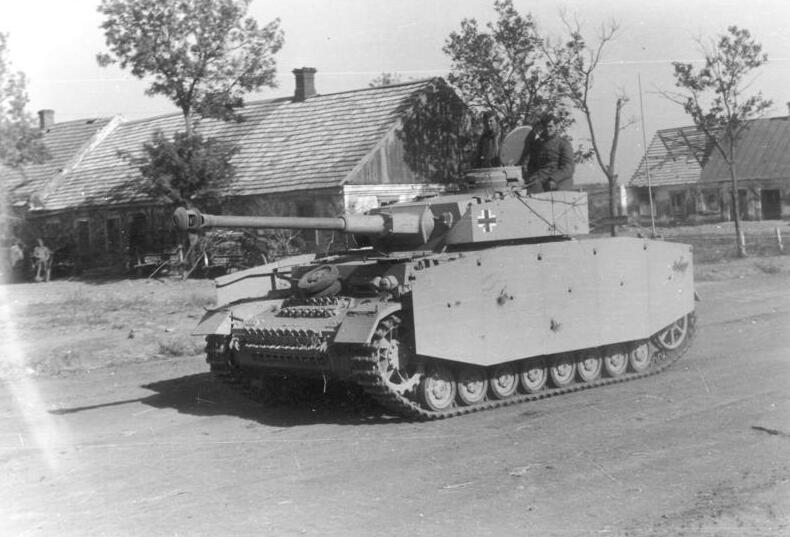
Ein Panzer IV (Ausführung H) am Donez im Sommer 1943. Dieses Modell bildete das Rückgrat der deutschen Verteidigung südlich von Isjum.

Am 13. August 1943 begannen die Truppen der Südwestfront mit einem Angriff über den Donez südlich von Charkow. Dort setzten sie drei Armeen ein, um die nördlich vorgehende Steppenfront bei der Einnahme der Stadt zu unterstützen. Obwohl diese Operation in keinem Zusammenhang mit den Kampfhandlungen im hunderte Kilometer entfernten Donezbecken stand, markiert das Datum in der sowjetischen Geschichtsschreibung den offiziellen Beginn der „Donezbecken-Operation“.
Tatsächlich traten erst am 16. August 1943 die sowjetische 6. und 12. Armee sowie die 8. Gardearmee aus dem Brückenkopf nahe Isjum zum Angriff an. Nach deutschen Angaben sollen dabei am ersten Tag auf sowjetischer Seite elf Schützendivisionen und 130 Batterien zum Einsatz gekommen sein. Der Schwerpunkt des Angriffs lag im Bereich der sowjetischen 12. Armee südlich von Isjum. Bereits in den ersten Stunden der Offensive erzielten die Angriffsverbände hier einen Einbruch in die Stellungen der deutschen 46. Infanterie-Division. Diesen riegelte jedoch schon am Nachmittag ein Gegenangriff der deutschen 23. Panzer-Division ab und eroberte bis zum Abend das verlorene Gelände zurück. In den folgenden Tagen konzentrierten sich die Kämpfe auf den Ort Dolgenkaja. Hier brachte die Südwestfront vom 16. bis zum 27. August 1943 insgesamt neun Schützendivisionen, neun Panzerbrigaden, ein Garde-Panzerregiment und eine motorisierte Schützenbrigade zum Einsatz. Zwar gelangen der Roten Armee immer wieder tiefe Einbrüche in die deutschen Stellungen, doch Gegenangriffe der deutschen 23. Panzer-Division, 16. Panzer-Grenadier-Division und 17. Panzer-Division fügten ihr gleich darauf schwere Verluste zu und warfen sie zurück.
Diese Angriffe und Gegenangriffe erwiesen sich für beide Seiten als verlustreich. Da genaue Angaben zu den Gesamtverlusten fehlen, können nur beispielhaft einige Zahlen angeführt werden. So meldete allein die 23. Panzer-Division, die im Brennpunkt der Kämpfe stand, den Abschuss von 302 feindlichen Panzern. Allerdings hatte sie selbst 71 Offiziere und 1746 Unteroffiziere und Mannschaften verloren. Nach zwölftägigen Gefechten verfügte die Division deshalb kaum mehr über infanteristische Kräfte. Auf sowjetischer Seite führten die verlustreichen und ergebnislosen Angriffe zu einem Umdenken. Marschall Wassilewski und Generaloberst Malinowski beschlossen „das sinnlose Anrennen einzustellen“ und stattdessen an anderer Stelle einen Durchbruch zu versuchen. Dazu sollte die 8. Gardearmee des Generalleutnants Tschuikow weiter nach Osten verschoben werden. Für die Umgruppierung der Truppen wurden mehrere Tage eingeplant. Damit hatte die deutsche 1. Panzerarmee die Offensive der sowjetischen Südwestfront vorerst abgewehrt.

### Der Angriff der Südfront bis Ende August 1943
„Die Erde erzitterte, und ein Gedröhn wie ein endlos rollender Donnerschlag hob an. Länger als eine Stunde währte dieses Grollen, von Zeit zu Zeit durch ‚Katjuscha‘-Salven unterbrochen, die gleich Lawinen donnerten […] Über der gegnerischen Stellung stand eine schwarze, undurchdringliche Wand aus Rauch und Staub. Die Artillerie vollbrachte ihr Vernichtungswerk.“ (S.S. Birjusow, Stabschef der Südfront)
Am 18. August 1943 trat schließlich auch die Südfront des Generaloberst Tolbuchin zum Angriff über den Mius an. Bereits in den vorangehenden Tagen hatten kleinere Vorstöße in Regimentsstärke die sowjetische Ausgangsbasis verbessern sollen. Am Morgen des Hauptangriffstages ließ die Südfront um 5 Uhr das Trommelfeuer von 5000 Geschützen und Granatwerfern auf die deutschen Linien niedergehen. Von diesen waren 2000 in den wenige Kilometer breiten Angriffstreifen der 5. Stoßarmee und 2. Gardearmee zusammengefasst, wo 120–200 Geschütze (die Angaben variieren) auf einen Frontkilometer kamen. Kurz darauf gingen 17 sowjetische Divisionen und vier Panzerbrigaden gegen die Verteidigungspositionen von drei deutschen Divisionen vor. Während die 306. und 336. Infanterie-Division ihre Positionen halten konnten, wurde die Stellung der 294. Infanterie-Division des XVII. Armeekorps förmlich überrannt. Bereits am ersten Angriffstag erzielten die sowjetischen Truppen hier einen zehn Kilometer tiefen Einbruch. Auch schnell herangebrachte Sperrverbände der 111. Infanterie-Division konnten den Durchbruch nicht abriegeln, sodass die sowjetische 5. Stoßarmee bis zum Abend des 19. August weitere zwölf Kilometer nach Westen vorstieß, die Krynka erreichte und einen Brückenkopf auf dem jenseitigen Ufer errichten konnte. Noch am gleichen Abend ließ Generaloberst Tolbuchin das 4. mechanisierte Gardekorps des Generalleutnants Tanaschtschischin durch die Lücke in der deutschen Verteidigung einführen und den Durchbruch erweitern.
Die wenigen Reserven der Heeresgruppe Süd waren bereits in den Kämpfen am Donez gebunden, sodass die 6. Armee mit ihren geringen Verbänden auskommen musste, die jedoch bereits in der Front standen. Den etwa 800 Panzern und Selbstfahrlafetten der Südfront konnte sie zwar kaum etwas entgegenstellen, doch Generaloberst Hollidt sah eine Chance, die Lage zu bereinigen, indem er Gegenangriffe gegen die Basis des sowjetischen Durchbruchs ansetzte. Dieser war südlich Kalinowka nur drei Kilometer breit, was zu der Hoffnung veranlasste, die 5. Stoßarmee hier abschneiden zu können. Unter dem Befehl des Kommandeurs der 3. Gebirgs-Division, Generalmajor Egbert Picker, konnten aus dem Bereich des IV. Armeekorps allerdings nur fünf Bataillone, sechs Batterien, eine Sturmgeschütz-Batterie und zwei Panzerjäger-Kompanien zusammengebracht werden, welche ab dem 20. August die sowjetische Nordflanke angriffen. Der Angriff kam zunächst gut voran, dann jedoch ließ Tolbuchin das 4. mechanisierte Gardekorps wenden und zum Gegenangriff antreten. Obwohl es gelang, 84 sowjetische Panzer abzuschießen, wurde die „Kampfgruppe Picker“ am 21. August wieder zurückgedrängt. In den beiden folgenden Tagen gelang es den sowjetischen Verbänden dann, die Lücke in der deutschen Front auf neun Kilometer zu verbreitern. Von der Krynka aus setzten die mechanisierten Verbände der Roten Armee gleichzeitig zu einem weiteren Vorstoß an und eroberten am 23. August den wichtigen Verkehrsknotenpunkt Amwrossijewka. Nach dem Scheitern der Gegenangriffe stützte sich die Verteidigung der Deutschen nunmehr auf den Lauf der Krynka südostwärts von Kolpakowka, obwohl die sowjetischen Truppen diesen Fluss bereits weiter nördlich überwunden hatten.

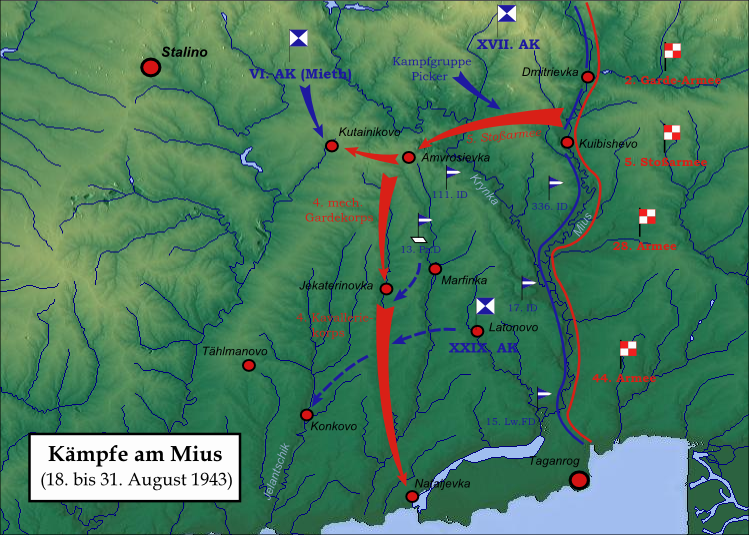
Verlauf der Operationen bis Ende August 1943

Inzwischen trafen auch von der Heeresgruppe A entsandte Verstärkungen ein, darunter die 13. Panzer-Division. Allerdings hatte diese „Division“ nur die Stärke eines Panzergrenadier-Regiments mit sieben Panzern. Dieser Verband kam zunächst am 23. August bei der „Kampfgruppe Picker“ erfolglos zum Einsatz. Danach wurde sie in Eilmärschen in den Bereich des XXIX. Armeekorps südlich des sowjetischen Durchbruchs verlegt, um die Abwehr an der Krynka zu verstärken.
Der 25. und 26. August vergingen auf Seiten der Roten Armee mit Umgruppierungen und der Auffüllung der Munitionsbestände. Am Morgen des 27. August 1943 begann eine weitere Phase der sowjetischen Offensive, welche die Einkesselung eines Teils der deutschen 6. Armee vorsah. Aus dem Raum Amwrossijewka griffen das 4. mechanisierte Gardekorps und das 4. Kavalleriekorps nach Süden an. Die Kavallerie sollte das deutsche XXIX. Armeekorps einschließen, während das 4. mechanisierte Gardekorps diese Operation nach Westen abschirmen sollte. Bereits am 28. August wurden die wichtigsten deutschen Rückzugswege abgeschnitten. Am folgenden Tag erreichten die Kavalleristen über Jekaterinowka den Mius-Liman bei Nataljewka. Die Gegenangriffe der 13. Panzer-Divisionen gegen die Einschließungsbewegung blieben erfolglos. Im Kriegstagebuch der 6. Armee wurde zur Lage des XXIX. Armeekorps des Generals der Panzertruppen Erich Brandenberger notiert:

„Die Telefonverbindung mit dem Korps war unterbrochen. Stündlich musste damit gerechnet werden, dass die Verbände gespalten wurden und das Korps in einzelne Gruppen zerfiel.“

Tatsächlich nahm der sowjetische Druck von allen Seiten zu. Die 2. Gardearmee und 28. Armee griffen von Norden her an, während die 44. Armee direkt auf Taganrog vorrückte. Den Seeweg blockierte zudem die sowjetische Asow-Flottille unter Konteradmiral S.G. Gorschkow, welche ebenfalls Truppen anlandete. Am 30. August wurde Taganrog schließlich eingenommen.

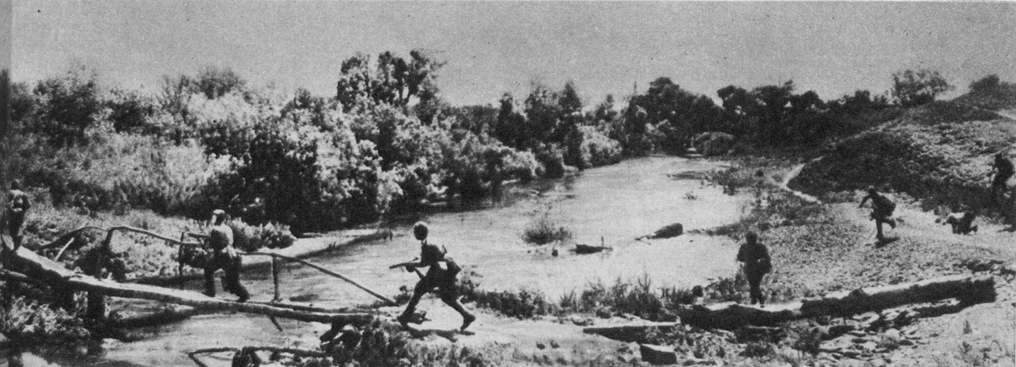
Sowjetische Infanterie überquert den Mius

Als sich am 27. August 1943 die Einschließung des XXIX. Armeekorps abzeichnete, ergriff das Oberkommando der 6. Armee hastig Maßnahmen. Es befahl dem Korps, seine rückwärtigen Dienste nach Mariupol abzuschieben und versammelte unter dem Kommando des Kommandierenden Generals des IV. Armeekorps, General der Infanterie Friedrich Mieth, Truppen für einen Gegenangriff. Diese umfassten die Masse der 3. Gebirgs-Division und der 17. Panzer-Division, welche vom Donez herangeholt worden war. Mit diesen Truppen griff General Mieth wiederholt an, um ein weiteres Vordringen der Roten Armee zu verhindern und erreichte am 30. August den Raum nördlich Kuteinikowo. Zu diesem Zeitpunkt setzten sich die Infanteriedivisionen des XXIX. Armeekorps aus ihren bisherigen Stellungen ab. Die dem Korps unterstellte 13. Panzer-Division führte den Durchbruchsversuch ab dem 30. August an. Am folgenden Tag – die vier Divisionen des XXIX. Armeekorps waren auf eine Fläche von etwa 25 km² zusammengedrängt, die unter sowjetischen Artilleriebeschuss lag – gelang den Truppen des Generals Brandenberger südlich Konkowo der Ausbruch. In der Nacht setzten sich beide Korps nach Westen an den Jelantschik ab. Allerdings hatten die eingeschlossenen Divisionen schwere Verluste erlitten. So zählte zum Beispiel das Luftwaffen-Jäger-Regiment 30 der 15. Luftwaffen-Felddivision nur noch 400 von ursprünglich 2400 Soldaten.

### Das Ringen um den Rückzug

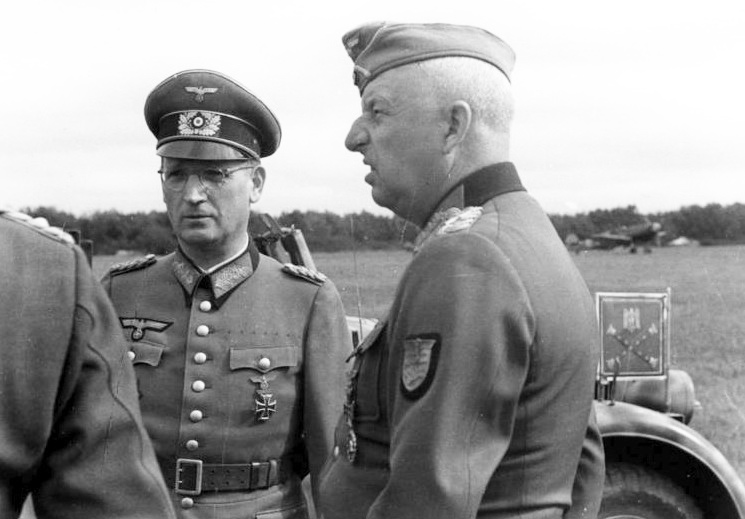
Generalfeldmarschall von Manstein (rechts) bei einer Besprechung mit seinem Stabschef Generalmajor Hans Speidel (September 1943)

Da alle Bemühungen der 6. Armee gescheitert waren das sowjetische Vordringen aufzuhalten, kam Generalfeldmarschall von Manstein zu dem Schluss, dass der Südflügel seiner Heeresgruppenfront nicht mehr zu halten sei. Bereits vor dem sowjetischen Durchbruch hatte er den elf Divisionen der 6. Armee nur mehr einen Kampfwert von vier Divisionen zugebilligt. Er forderte von Hitler deshalb entweder Bewegungsfreiheit oder die Zuführung erheblicher Verstärkungen. In einer Besprechung in Winniza am 27. August sagte Hitler zwar weitere Verbände zu, doch in den folgenden Tagen zeigte sich, dass nirgendwo Divisionen entbehrt werden konnten, um sie der Heeresgruppe Süd zuzuführen. Eine vollständige Räumung des Donezbeckens verbot er jedoch. Nach der vorübergehenden Einschließung des XXIX. Armeekorps erteilte Manstein der 6. Armee jedoch eigenmächtig den Befehl auf die vorbereitete „Schildkröten-Stellung“, eine Verteidigungslinie entlang des Kalmius östlich von Stalino, auszuweichen. Erst am folgenden Tag billigte auch Hitler nachträglich diesen Schritt.
Die Auseinandersetzungen um eine Räumung des Donezbeckens, aber auch um einen Rückzug größeren Ausmaßes erfolgte unter den Eindrücken der Rückschläge entlang der gesamten Front seit dem Abbruch der Schlacht im Kursker Bogen. Schon im Frühjahr hatte der Generalstab die Anlage einer rückwärtigen Verteidigungslinie gefordert, die Hitler jedoch kategorisch ablehnte. Erst am 12. August 1943 gab Hitler endlich nach und genehmigte den Bau entlang des Dnepr (→ Panther-Stellung). Er verbot jedoch vorerst alle Ausweichbewegungen. So erklärte er, dass ohne die Kohle des Donezbeckens der Krieg verloren sei. Als der Generalstabschef General der Infanterie Kurt Zeitzler diese Behauptung im Rüstungsministerium überprüfte, teilte ihm der Rüstungsminister Albert Speer mit, dass dies nicht stimme und die Kohle dieses Gebietes überhaupt nicht in die wirtschaftlichen Berechnungen einbezogen worden sei. Hitler verbot daraufhin auch die Kontaktaufnahme des Generalstabschefs mit anderen Ministerien.
Da die sowjetischen Verbände jedoch weitere Fortschritte erzielten und Hitler auch während einer Besprechung in seinem Hauptquartier in Ostpreußen am 4. September nicht nachgeben wollte, sah sich Manstein veranlasst, ihn zu einer weiteren Unterredung ins Hauptquartier der Heeresgruppe Süd nach Saporoschje zu bitten. Dort erklärte er Hitler am 8. September noch einmal die aussichtslose Lage. Hitler stimmte schließlich einem Rückzug zum Dnepr zu, ordnete allerdings an, dass dieser nur schrittweise und langsam zu erfolgen habe. Noch am gleichen Abend befahl Generalfeldmarschall von Manstein der 6. Armee und der 1. Panzerarmee, zum beweglichen Abwehrkampf überzugehen.

### Der Rückzug zum Dnepr

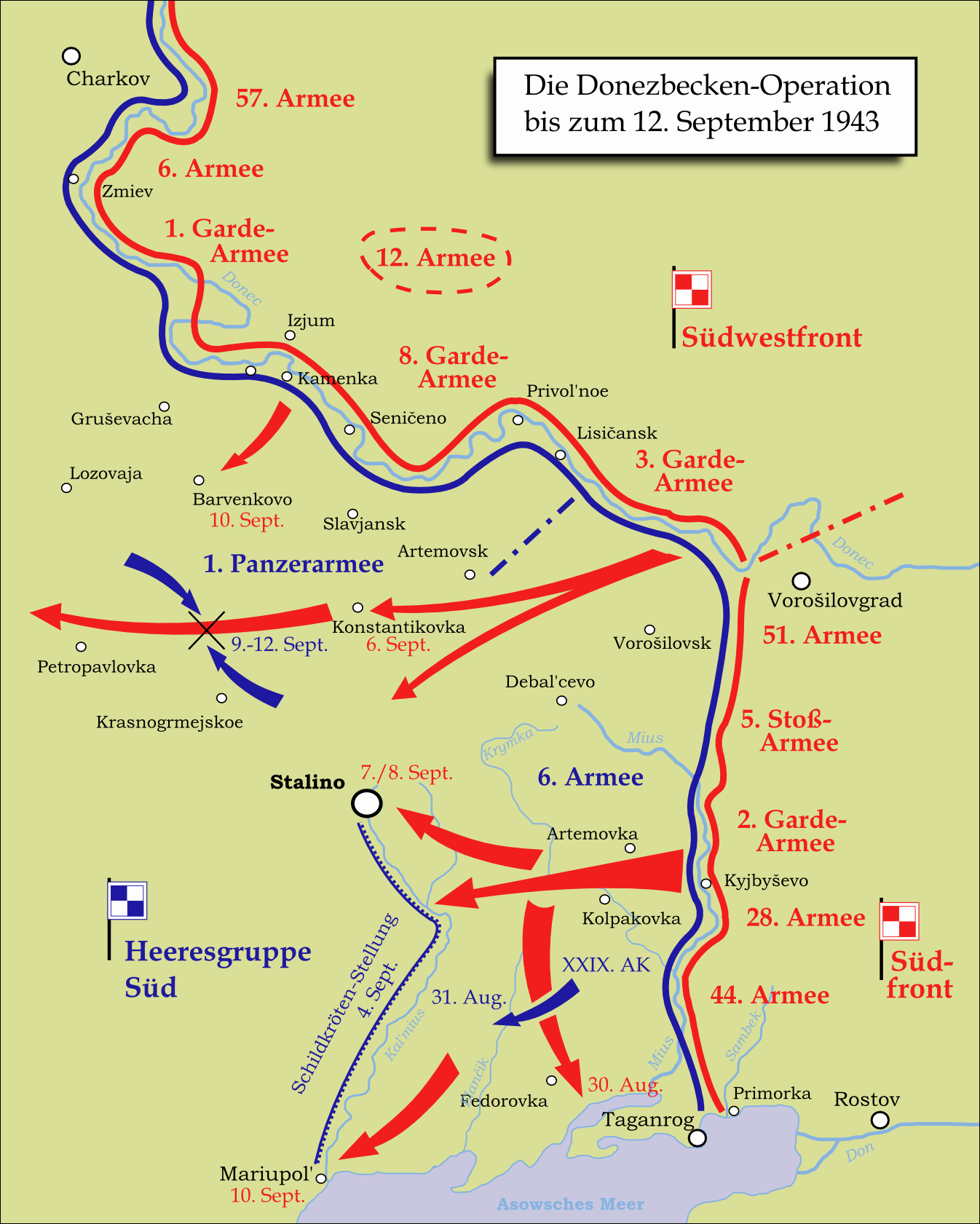
Verlauf der Operationen bis Mitte September 1943

Nachdem am 31. August 1943 der Befehl an die 6. Armee ergangen war, sich in die „Schildkröten-Stellung“ zurückzuziehen, begann sie sich schrittweise nach Westen abzusetzen. Am 4. September erreichten ihre Verbände die neue Verteidigungslinie. Die Truppen der sowjetischen Südfront drängten den Deutschen nach. Um ihre Schlagkraft zu erhöhen, führte das sowjetische Oberkommando dieser Front am 2. September 1943 zusätzlich das 20. Panzerkorps (Generalleutnant I.G. Lasarew) und das 11. Panzerkorps (Generalmajor N.N. Radkewitsch) zu.
Bedingt durch den Rückzug der 6. Armee musste auch die 1. Panzerarmee ihren rechten Flügel zurücknehmen. Die sowjetische Südwestfront versuchte dies auszunutzen und griff bei Isjum am 3./4. September erneut an. Wieder blieb der Angriff der 6. und 8. Gardearmee im deutschen Abwehrfeuer liegen. Doch am östlichen Flügel, wo die Verbände der 1. Panzerarmee der Ausweichbewegung der 6. Armee folgten, konnte die 3. Gardearmee unter General Leljuschenko einen größeren Raumgewinn erzielen. In rascher Folge fielen nun Proletarsk, Popasnaja und Artjomowsk. Generaloberst Malinowski und Marschall Wassilewski beschlossen, aus der übrigen Front das 1. mechanisierte Gardekorps und das 23. Panzerkorps herauszuziehen und damit die Truppen Leljuschenkos zu verstärken. Mithilfe dieser Verstärkungen durchbrachen die sowjetischen Truppen am 6. September 1943 den rechten Flügel der 1. Panzerarmee bei Konstantinowka. Damit öffneten sie eine Lücke zwischen der 6. Armee und 1. Panzerarmee, die sich bald auf 60 Kilometer verbreiterte. In dieser Lücke kämpften nur noch Reste von zwei deutschen Divisionen. So konnten Teile der 5. Stoßarmee und 2. Gardearmee in Straßenkämpfen am 7./8. September 1943 Stalino erobern. Zwei Tage später fielen auch Mariupol und Barwenkowo.
Das General Leljuschenkos 3. Gardearmee unterstellte 1. mechanisierte Gardekorps und 23. Panzerkorps waren nach ihrem Durchbruch bei Konstantinowka weit nach Westen vorgestoßen und standen bereits nahe Pawlograd im Rücken der Heeresgruppe Süd. Die Heeresgruppe reagierte darauf mit hastigen Improvisationen. Sie fasste die Reste der 23. Panzer-Division, 16. Panzer-Grenadier-Division und die neu herangekommene 9. Panzer-Division unter dem Befehl des XXXX. Panzerkorps zusammen, welches von General der Panzertruppe Sigfrid Henrici kommandiert wurde. Dieser setzte die drei Divisionen am 9. September von Norden und Süden gegen die Flanken des sowjetischen Vorstoßes an, welche von Schützendivisionen gehalten wurden. In schweren Kämpfen gelang es ihnen, bis zum 12. September die Lücke zwischen der 1. Panzerarmee und 6. Armee bei Slawjanka wieder zu schließen und dabei die Masse der beiden sowjetischen Korps abzuschneiden.

### Ausklingen der Operationen

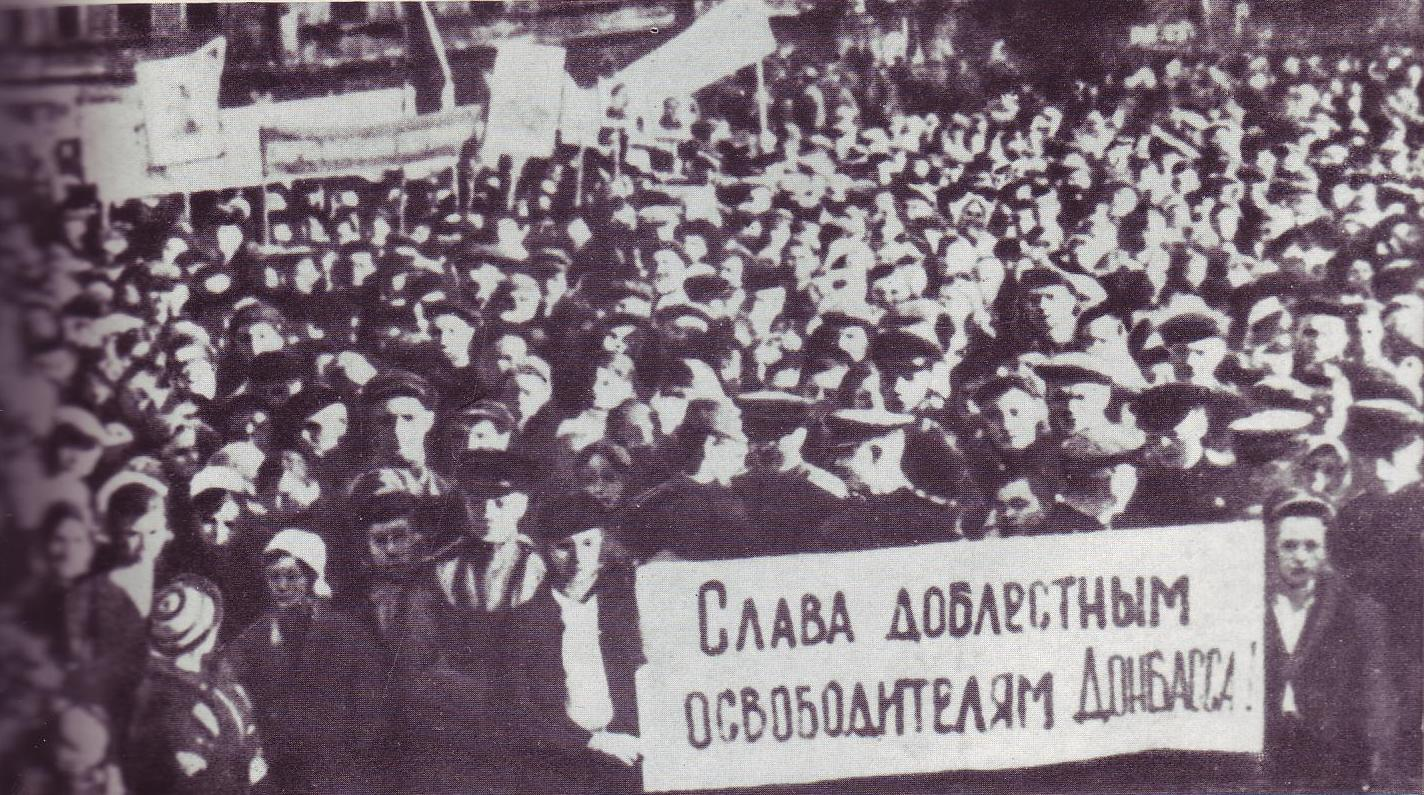
Zusammenkunft in Stalino nach der Befreiung der Stadt durch die Rote Armee. Das Transparent trägt die Aufschrift „Ruhm den heldenhaften Befreiern des Donezbeckens“

Nachdem es für den Augenblick gelungen war, die größte Bedrohung der Heeresgruppe Süd abzuwenden, entschloss sich Generalfeldmarschall von Manstein zu einem gewagten Schritt. Da auch der Nordflügel seiner Heeresgruppe unter stetig wachsendem sowjetischen Druck stand, meldete er am 14. September 1943 an das Oberkommando des Heeres, dass er am folgenden Tag eigenmächtig Teilen seiner Heeresgruppe das Absetzen auf den Dnepr befehlen werde. Daraufhin kam es am folgenden Tag zu einer weiteren Unterredung mit Hitler in dessen Hauptquartier. Da Hitler den Argumenten Mansteins nichts mehr entgegensetzen konnte, stimmte er dem allgemeinen Rückzug schließlich zu. Am 16. September 1943 wurde der Heeresgruppe Süd und der Heeresgruppe Mitte der Rückzug in die „Panther-Stellung“ gestattet.
Unterdessen standen die sowjetischen Verbände in der Linie Losowaja–Tschaplino–Guljai-Pole–Ursuf. Doch auch sie hatten schwere Verluste erlitten. Die letzte Reserve der Südwestfront, das 30. Schützenkorps, hatte der 3. Gardearmee zugeführt werden müssen, um die Verluste zu ersetzen, die durch den Gegenangriff des deutschen XXXX. Panzerkorps entstanden waren. Sie folgten den deutschen Truppen auf ihrem Rückzug deshalb nicht mehr so energisch, obwohl es örtlich auch weiterhin zu heftigen Rückzugsgefechten kam. Nach wenigen Tagen erreichten die sowjetischen Verbände der Südwestfront am 22. September 1943 den Dnepr. Die deutsche 1. Panzerarmee hatte sich rechtzeitig auf das jenseitige Ufer zurückziehen können. Nur im Raum Nikopol behauptete das deutsche XVII. Armeekorps noch einen Brückenkopf auf der östlichen Seite. Die anderen beiden Armeekorps der 6. Armee setzten sich in eine Verlängerung der „Panther-Linie“ ab, welche entlang der Molotschna (östlich von Melitopol) verlief und als „Wotan-Stellung“ bezeichnet wurde. Sie unterstand seit dem 16. September 1943 nicht mehr der Heeresgruppe Süd, sondern der Heeresgruppe A. Ihr folgte die sowjetische Südfront, bis auch hier die Front Ende September vorläufig zum Stehen kam.

## Folgen

### Verluste

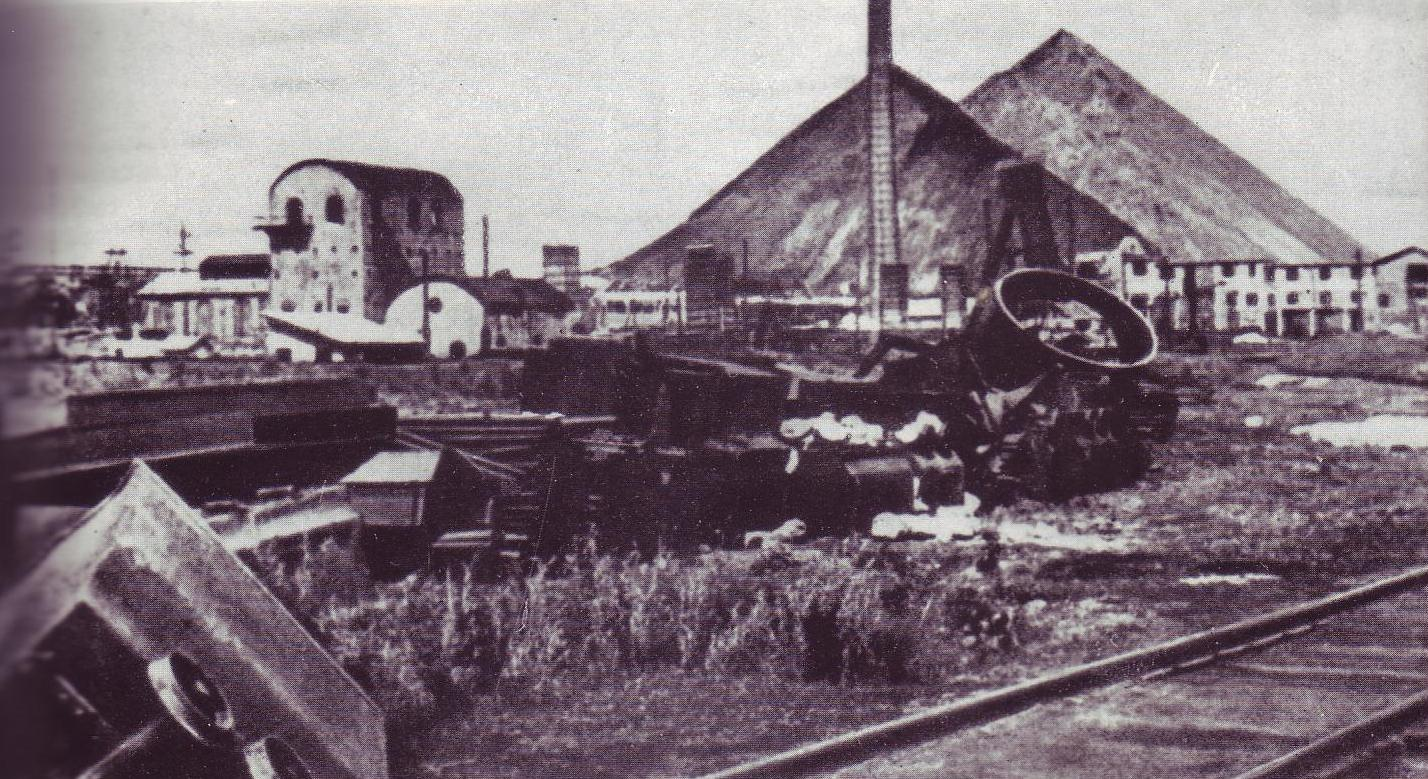
Zerstörung industrieller Anlagen im Donezbecken durch deutsche Truppen

Offizielle sowjetische Angaben sprechen für die Donezbecken-Operation von 273.522 Mann an Gesamtverlusten. Von diesen seien 66.166 Soldaten getötet oder als vermisst gemeldet worden. Darüber hinaus waren 886 Panzer und Selbstfahrlafetten, 814 Geschütze und Granatwerfer sowie 327 Flugzeuge verloren gegangen. Die deutschen Verluste in diesem Zeitraum sind nicht nachgewiesen. Allerdings waren die Verluste zumindest der Verbände, die im Brennpunkt der Kämpfe gestanden hatten, sehr hoch. So zum Beispiel bei der 3. Gebirgs-Division: Diese hatte am 18. August insgesamt 2000 Mann an die „Kampfgruppe Picker“ abgegeben, von denen fünf Tage später weniger als 200 zurückkehrten. Auch die 15. Luftwaffen-Felddivision musste kurze Zeit später aufgelöst werden. Besonders schwer wogen auch die materiellen Verluste: Die II. Abteilung des Panzer-Regiments 23 der 23. Panzer-Division war beispielsweise erst wenige Wochen zuvor in Deutschland mit 85 Panzern vom Typ Pz.Kfw. V „Panther“ ausgerüstet worden. Mit diesen war die Abteilung Anfang September 1943 in die Rückzugskämpfe geraten und verlor bis zum 16. September 1943 alle Panzer bis auf fünf.
Die Verluste der Zivilbevölkerung sind nur schwer abzuschätzen, da sich nicht feststellen lässt, wie hoch die Gesamtbevölkerung zum Zeitpunkt der Kämpfe war und sich letztere auf ein weites Gebiet mit zahlreichen Ortschaften ausdehnten. Die deutsche Okkupationspolitik in den Jahren zuvor und die Deportationen im Zuge der Räumung dieser Gebiete stellen ebenfalls einen wichtigen, aber kaum berechenbaren Faktor da. Fest steht, dass Stalino im Jahre 1940 über 507.000 Einwohner hatte. Bei der Rückeroberung der Stadt im September 1943 lebten dort nur noch 175.000 Menschen. Hinzu kamen kurz darauf jedoch weitere Verluste unter der Zivilbevölkerung durch Massenverhaftungen, die vom NKWD durchgeführt wurden. Tausende Sowjetbürger wurden wegen Kollaboration angeklagt und verurteilt. Da genaue Zahlen fehlen, muss als Anhaltspunkt gelten, dass in den 1990er-Jahren nicht weniger als 3364 Menschen allein aus Stalino rehabilitiert wurden. Sowjetische Historiker gehen zudem davon aus, dass mindestens noch einmal so viele Einwohner der Stadt zwar ebenfalls verurteilt, aber nicht rehabilitiert worden waren.

### Verbrannte Erde

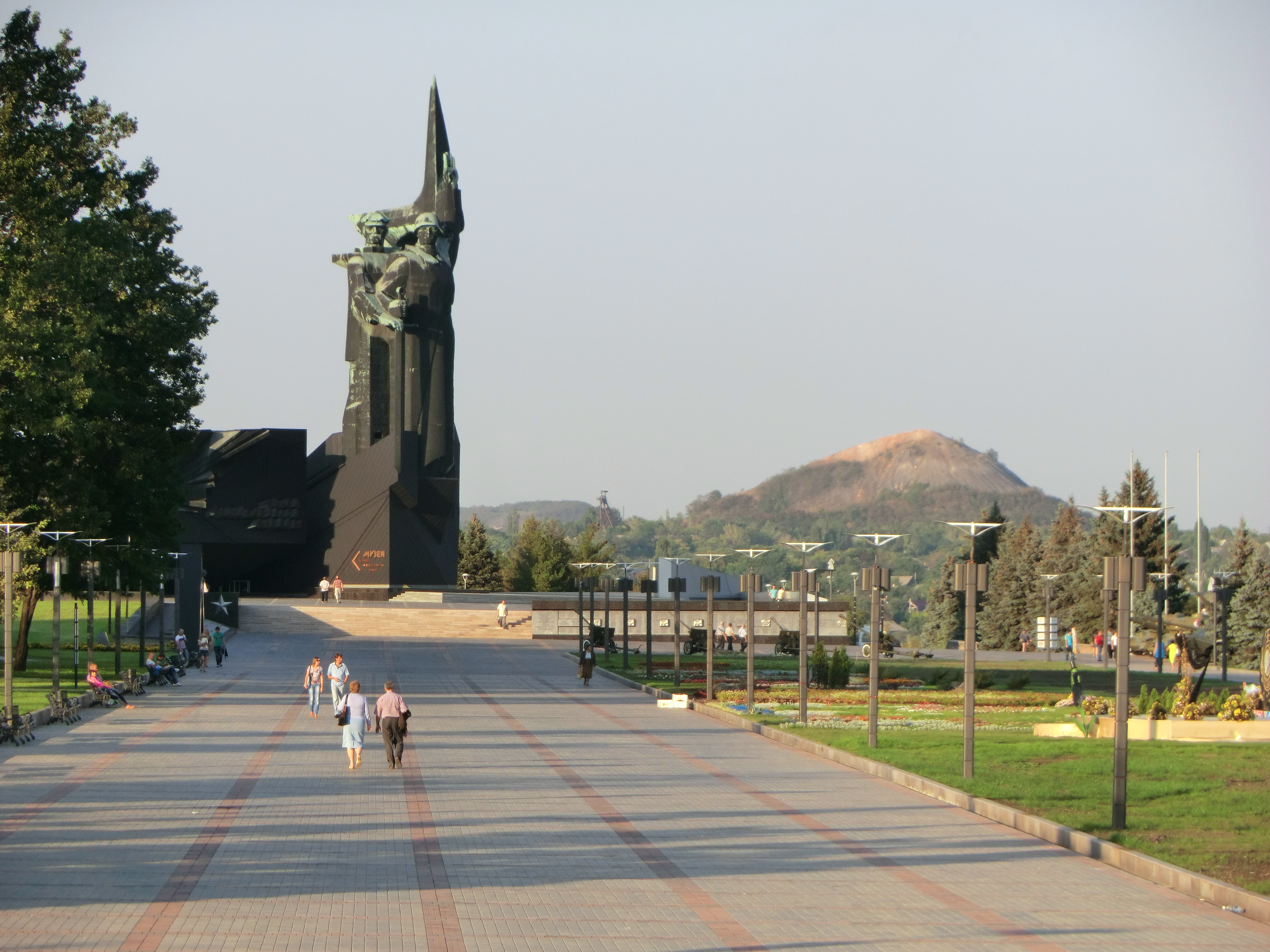
Der Denkmalkomplex „Deinen Befreiern, Donbass“ in Donezk (Aufnahme von 2012)

Da Hitler dem Donezbecken einen großen wirtschaftlichen Wert beimaß, befahl er die Zerstörung aller Industrieanlagen. Zum Verantwortlichen für diese „Evakuierung“ ernannte er noch am 31. August 1943 den General der Infanterie Otto Stapf als Leiter des „Wirtschaftsstabes Ost“. Allerdings erlaubte die sich schnell verändernde Frontlage keine planmäßige Räumung, sodass nunmehr Generalfeldmarschall von Manstein selbständig die weitgehende Zerstörung aller wirtschaftlichen Anlagen befahl:

„Alles, was nicht abtransportiert werden kann, unterliegt der Zerstörung, Pumpstationen und Energiezentralen, überhaupt sämtliche Kraftwerke und Transformatorenstationen, Schächte, Betriebseinrichtungen, Produktionsmittel aller Art, Getreide, das nicht mehr abtransportiert werden kann, Siedlungen und Häuser.“

Insgesamt kamen 284.000 Zivilisten ums Leben und 268.000 Tonnen Getreide, 280.000 Rinder, 209.000 Pferde, 363.000 Schafe, 18.700 Schweine, 800 Traktoren und 820 LKW wurden auf dem Rückzug mitgenommen. Weitere 941.000 Tonnen Getreide, 13.000 Stück Vieh, 635 LKW und 10.800 Traktoren wurden vernichtet. Weiterhin wurden die Industriezentren wie beispielsweise in Stalino oder Mariupol zerstört. Der Beauftragte des Nationalkomitees Freies Deutschland Friedrich Wolf befand sich in diesen Tagen im Donezbecken und berichtete seiner Ehefrau am 2. Oktober 1943:

„Ganz Mariupol verbrannt, gesprengt. Wir waren dort zehn Stunden nach den Deutschen. In alle Häuser waren Minen gelegt, alles systematisch in die Luft gesprengt, rücksichtslos, ob sich alte Frauen und Kinder noch darin befanden.“

Die Zerstörungen erwiesen sich jedoch nicht als nachhaltig. Bereits im Februar 1943, als sich das erste Mal eine Rückeroberung der ukrainischen Industriegebiete abzeichnete (→ Woronesch-Charkiwer Operation), hatte die sowjetische Regierung Vorbereitungen für den Wiederaufbau des Donezbeckens getroffen und entsprechende Direktiven erteilt. Diese erwiesen sich nach dem sowjetischen Erfolg als so effektiv, dass Ende 1943 die Kohlegruben des Donezbeckens wieder etwa 20 % der sowjetischen Kohleproduktion deckten. Bis 1945 wurden dort zudem 7500 Betriebe wiederhergestellt.